# 神田朱未
神田朱未（日语：／ Kanda Akemi，1978年11月10日—），日本女性聲優，愛知縣名古屋市出身，青二塾東京校（19期生）畢業。

## 概要及經歷
- 代表作是《魔法老師》（神樂坂明日菜）、《初音島》系列（天枷美春）、《陰陽大戰記》（小薺）、《戀愛小魔女》（佐倉仁菜）、《超激力戰鬥車》（華野香）、《不平衡抽籤》（秋山時乃）、《心跳回憶3》（牧原優紀子）等。
- 聲優組合「DROPS」（2007年起已停止活動）及「Aice5」（已於2007年解散）的成員。
- 代表顏色是紅色。
- 以動物比喻自己的話，是信樂燒的狸。喜歡的食物，是茄子。
- 愛稱有等，不過她本人則期待他人以來稱呼她。愛稱之一是堀江由衣命名的。可是，除了堀江由衣、受到堀江由衣影響的另一名Aice5成員淺野真澄、以及部分堀江由衣愛好者的以外，很少人會用這稱呼。
- 與堀江由衣共同演出《戀愛小魔女》，以「Nina & Ayu」發表的單元CD作為契機，和堀江由衣的關係變得很好。兩人在2004年及2005年連續2年去沖繩旅行。因為憧憬DROPS，所以拉神田組成了Aice5。
- 其所屬事務所晚輩野中藍和白石涼子都曾經在電台節目共同演出（等），然後組成「DROPS」，於《魔法老師》的活動中合作，感情很好。在公開錄音以嘉賓身份出演時，收到詢問「如果堀江和野中是男的，妳會選哪一個作對象？」的郵件，回答「當然是堀江吧！」被問「喜歡野中和白石哪一人？」時，則含糊作答。
- 在過去與皆川純子共同演出《心跳回憶3》，關係亦很好。皆川稱兩人之間的關係為「遇到對方時會互相輕視的關係」。
- 為雙馬尾及傲嬌角色配音機會較多，2010年前其本人的網誌名稱是《神田朱未的傲嬌天氣。》。2010年11月30日，設於安利美特旗下網站《animate TV》內的其本人網誌《每日天氣。～神田家發生的小事～》關閉。
- 2012年7月20日，在Twitter宣布與一般男性登記結婚[1]。
- 2017年3月31日，退出青二製作，成為自由身[2]。

## 主要演出作品

### 電視動畫
主要角色以粗體字来顯示。
2001年
- 超激力戰鬥車（華野香）
- 新白雪姬傳說（淡雪真綿）

2002年
- 禁獵魔女（中山ミノリー）
- 銀河戰警（Twinkle）
- 彩夢芭蕾 第二話（食蟻獸小美）

2003年
- 戀愛小魔女（妮娜·薩克萊爾／佐倉仁菜）
- 初音島（天枷美春）
- 星之卡比（村人）

2004年
- 變異體少女（藏間廣美）
- 陰陽大戰記（小薺、豊穣のネネ、櫻）
- 不平衡抽籤（秋山時乃）
- それいけ!ズッコケ三人組（榎本由美子）
- 馳風！競艇王（高橋香子）

2005年
- 我們這一家（クミ、エミ）
- 神是中學生（豆腐、鬱金香）
- 初音島 第二季（天枷美春）
- B傳說！戰鬥彈珠人 炎魂（基雅）
- 魔法老師（神樂坂明日菜）
- 烘焙王（拝島）

2006年
- 怪 ～ayakashi～ 天守物語（薄）
- 魔女之刃（天羽梨穗子）
- 神樣家族（神山メメ）
- Canvas2（鷺之宮藍）
- 親愛芳鄰（有阪香月）
- 爆球Hit! 轟烈彈珠人（仙堂娜娜）
- TOKKO 特公（申道沙也）
- 少女愛上姊姊（周防院奏）
- 地獄少女 二籠（須崎真帆）
- 魔法老師!?（神樂坂明日菜）

2007年
- 金色琴弦 ～primo passo～（柚木雅）
- CLANNAD（藤林椋）
- 獸神演武 -HERO TALES-（賴羅青蓮）
- 神曲奏界（アリア、下級精靈）
- BACCANO!（察斯沃夫・梅耶魯）
- BLEACH（久南白）
- ぷるるんっ!しずくちゃん（マリンちゃん）
- 地球防衛少年（笛吹優）
- 豆芽小文（及川葉月／青霉菌）

2008年
- 假面女僕衛士（シズク）
- 狂亂家族日記（黒サンタ）
- 神薙（女子學生）#9、13
- CLANNAD 〜AFTER STORY〜（藤林椋）
- ゲゲゲの鬼太郎（第5期）（ルナ、真紀、子供）
- 守護甜心!（畠中麻里若）
  - 守護甜心!!心跳（露露·德·莫爾賽夫）
- それいけ!アンパンマン（ロールケーキちゃん）
- はたらキッズ マイハム組（ミーコ）
- Battle Spirits 少年突破馬神（音無文子）
- ぷるるんっ!しずくちゃん あはっ☆（マリンちゃん）
- 幻影少年（神崎真央）#18
- ONE PIECE（薩尤）

2009年
- 我們這一家（カナ）
- Keroro軍曹 第267集（綾瀨かえで）
- 玛莉亚狂热（桐奈奈美）
- 四葉遊戲（月島若葉、瀧川茜）
- GA 藝術科美術設計班（蘆原千佳子）
- 極上!!超人氣委員長 第10集（朝倉理子）
- 戰鬥陀螺 鋼鐵戰魂（和樹）
- 動物偵探奇魯米（只野風子、高柳茜、咕魯米（グルミン）、中島）

2010年
- 變身！公主偶像（魯）
- 侵略！花枝娘（田辺梢）
- SD鋼彈三國傳（孫尚香加貝拉）

2011年
- 玛莉亚狂热 Alive（桐奈奈美）
- 女神異聞錄4（堂島菜菜子）

2012年
- 軍火女王（千夏）
- AKB0048（第9代 大島優子）
- 豆芽小文Returns（及川葉月）
- 蠟筆小新（店員、新聞主播）
- 旋風管家！CAN'T TAKE MY EYES OFF YOU（多莉）
- Little Busters!（川越令）

2013年
- AKB0048 Next Stage（第9代 大島優子）
- 名侦探柯南（三澤真央 #686）
- 單色小姐 -The Animation-（愛）

2014年
- 團地友夫（咲子）
- 大家集合！Falcom 學園（艾絲蒂爾）
- 展開騎士（鷲崎晴嵐）

2015年
- 大家集合！Falcom 學園 SC（艾絲蒂爾）
- 電波教師（北山南）
- 俺物語！！（優子）
- 那就是聲優！（劇團櫻桃的經紀人、神田朱未）
- 單色小姐 -The Animation-（愛）
- 名侦探柯南（有村千里 #794）

2016年
- 偶像學園STARS！（響安娜）
- 蠟筆小新（阿種、阿蜜）
- 夏目友人帳 伍（臉被附體的女除妖師）
- 櫻桃小丸子（朋子）

2017年
- 悠久持有者：魔法老師！ 第2部（神樂坂明日菜）

2019年
- 偶像活動 on Parade！（響安娜）

2021年
- 鍵等（藤林椋）

2022年
- BLEACH 千年血战篇（久南白）

### OVA
- 絕對衝激 ～柏拉圖之心～（須磨梓）
- D.C.if（天枷美春）
- 少女的秘密心事（加藤麗愛）
- 魔法老師!? 春版（神樂坂明日菜）
- 魔法老師!? 夏版（神樂坂明日菜）
- 魔法老師 白色之翼（神樂坂明日菜）
- 魔法老師 另一個世界（神樂坂明日菜）
- 英雄傳說 空之軌跡 THE ANIMATION（艾絲蒂爾·布萊特）

### 劇場版動畫
- 激闘!クラッシュギアTURBO カイザバーンの挑戦!（華野カオル）
- 蠟筆小新劇場版　超時空！風起雲湧！我的新娘（新娘（希望）軍團B朱未）
- 劇場版 魔法老師！ ANIME FINAL（神樂坂明日菜）

### 網路動畫
- 美少女戰士Crystal（櫻田春菜）

### 遊戲
- 英雄傳說 軌跡系列（艾絲蒂爾·布萊特）
  - [PC][PSP]英雄傳說VI 空之軌跡
  - [PSP]伊苏vs.空之轨迹
  - [PS VITA] 英雄傳說 零之軌跡 Evolution
  - [PS4]英雄傳說 閃之軌跡IV -THE END OF SAGA-
  - [PS4]英雄傳說 創之軌跡
- 青い涙（日々野さえか）
- 蒼のままで…（柚）
- CLANNAD（藤林椋）
- 決戰（コスケ・千姫）
- 召喚夜響曲2（フィズ）
- 召喚夜響曲3（アール、ソノラ）
- 光明之淚（リュウナ）
- 零～紅蝶（天倉澪）
- 零～刺青之聲（天倉澪）
- 零～真紅之蝶（天倉澪）
- 旋光の輪舞（リリ・レヴィナス）
- 初音島Plus Situation（天枷美春）
- D.C.F.S.～ダ・カーポ～ フォーシーズンズ（天枷美春）
- 遺跡傳奇（ミミー・ブレッド）
- 心跳回憶3（牧原優紀子）
- 心跳回憶ONLINE（神田朱未）
- BLACK MATRIX00（テリオス・セントギルダ）
- 長劍風暴：百年戰爭（瑪格麗特）
- 魔法先生ネギま! 1時間目 お子ちゃま先生は魔法使い!（神樂坂明日菜）
- 魔法先生ネギま! 2時間目 戦う乙女たち!麻帆良大運動會SP!（神樂坂明日菜）
- 全民高爾夫系列
- 洛克人Xコマンドミッション（ナナ）
- 洛克人洛克人（冰人）
- 符文工廠 -新牧場物語-（美樂蒂）
- 女神Online（莎曼莎）
- 無雙OROCHI（三藏法師）
- 無雙OROCHI 2（三藏法師、練師）
- 無雙OROCHI 2 Ultimate（三藏法師、練師）
- 真·三國無雙6（練師）
- 真·三國無雙6 猛將傳 （練師）
- 真·三國無雙6 帝王傳 （練師）
- 真·三國無雙7（練師）
- 真·三國無雙7 猛將傳 （練師）
- 真·三國無雙7 帝王傳 （練師）
- 發明工坊3 蒼之巨神（日语：暁のアマネカと蒼い巨神）（阿瑪妮卡·馬赫巴斯特）
- スーパーロボット大戦V （如月千歲）

2017年
- CR魔法老師!（神樂坂明日菜）
- 超級機器人大戰V（如月千歲）

2018年
- 真·三國無雙8（練師）
- 無雙OROCHI 3（三藏法師、練師）

2019年
- 無雙OROCHI 3 Ultimate（三藏法師、練師）

2021年
- 彼女、お借りしますヒロインオールスターズ（神樂坂明日菜）
- 真·三國無雙8 帝王傳（練師）

2025年
- 碧藍幻想（神樂坂明日菜）

### 外語影片配音
- 悲傷戀歌（惠仁（幼少期））

### 實寫
- 心跳回憶スーパーライブDVD
- 心跳回憶スーパーライブDVD2
- 魔法先生ネギま!麻帆良學園中等部2-A:一學期特典DVD 麻帆良學園中等部2-A:入學式
- 魔法先生ネギま!麻帆良學園中等部2-A:二學期特典DVD 麻帆良學園中等部2-A:一學期終業式
- 魔法先生ネギま!麻帆良學園中等部2-A:ホームルーム

### 電台
- 神田朱未のときめきのかけら（AM KOBE 2002年2月～3月）
- カンださん☆アイぽんの ネギまほラジお（アニメイトTV 2004年12月～2006年2月）
- ウィッチブレイディオ（音泉 2006年4月～2006年9月18日）
- 神田朱未のbitter-Sweet Friday（SPACE DiVA、全國コミュニティFM、有線放送 2006年4月21日～2008年3月21日）
- 神田朱未のわたしのすきなこと。（FM愛知 2009年11月1日～2013年3月31日）
- アニたま喫茶 三姉妹。（關西電台 2010年4月2日～2012年6月29日）

### CD
- もっと!モット!ときめき2001 / さくらの季節
- 陰陽大戰記 特製原聲帶 虎之卷（小薺）
- 魔法先生ネギま! 4月（神樂坂明日菜）
- 魔法先生ネギま! 輝く君へ（神樂坂明日菜）
- 魔法先生ネギま! ハッピー☆マテリアル（神樂坂明日菜）
- 武器種族傳說 廣播劇CD第2卷（夏爾羅（夏頓·巴多·塢歐爾羅資））
- 天正やおよろず 廣播劇CD（薙刃）
- 廣播CD 「D.C. ～ダ・カーポ～初音島放送局1～4」（天枷美春）
- 廣播CD 「初音島放送局S.S. Vol.1」（天枷美春）
- 廣播劇CD 「D.C. ～ダ・カーポ～初音島ドラマシアター」（天枷美春）
- 廣播劇CD 「D.C. ～ダ・カーポ～キャラクターイメージソング VOL.3」（天枷美春）
- 英雄傳說VI 空之軌跡 廣播劇CD ～去り行く決意～（艾絲蒂爾·布萊特）
- 瑪莉亞狂熱 廣播劇CD（桐奈奈美）
- 花與惡魔（花）
- 最後大魔王 廣播劇CD（白石莉莉）
- 姊姊叫你不准睡CD（安藤涼子）
- 天然女子高物語 廣播劇CD feat.Aice5（三鶯美美）
- 搖擺吧！少女（佳乃美）

### DVD
- Akemi★1/n

### 廣告
- 同和工業（灰姑娘）

### 其他
- サルヂエ（旁白）

## 外部連結
- 每日天氣。～神田家發生的小事～（animate TV神田朱未官方部落格）（日語）
- 神田朱未的X（前Twitter）